# Данішмендиди

Володіння Данішмендідів до 1097 року

Данішмендіди (тур. Danişmendliler) — туркменська династія у Східній Анатолії, заснована 1071 року Данішмендом Газі після битви при Манцикерті та знищена сельджуками 1176 року. 1134 багдадський халіф аль-Мустаршид подарував Данішмендідам титул малік.

## Історичний нарис
Зосереджені первинно навколо Сіваса, Данішмендіди згодом підкорили Токат, Сіс, Ельбістан і Неокесарію; далі їхні володіння сягали на заході Анкари й Кастамону, та на півдні Малатьї. На початку XII століття Данішмендіди були конкурентами Румського султанату, а також боролись із хрестоносцями.
Про засновника династії Данішменда Газі є мало достовірної інформації. Його ім'я Данішменд перською означає «вчений». Данішмендіди закріпились в Анатолії після битви при Манцикерті, в якій сельджуки розгромили військо Візантійської імперії. Данішменд Газі використав у своїх інтересах династичну боротьбу сельджуків після смерті султана Сулаймана I (1086), щоб установити свою власну династію. Столиця розміщувалась, імовірно, спочатку в Амасьї.
Під час Першого хрестового походу Газі Гюмюштекін опинився просто на шляху хрестоносців. 1097 року він опинився на стороні, що зазнала поразки у битві при Дорілеї, проте 1100 року зумів узяти в полон Боемунда I. Продовживши кампанію, він пішов на південь і 1103 року взяв Малатію.
1130 року Боемунд II Антіохійський намагався допомогти вірменській Кілікії, але був убитий у битві з Еміром Газі, сином Гюмюштекіна. Він помер 1134 року, а його син і наступник Мухаммад не мав військового духу своїх батька й діда. Після смерті Мухаммада (1142) володіння Данішмендідів були розділені між двома його братами, Якуб-Арсланом (Яги-басаном), який утримав за собою титул «малік» та керував із Сіваса, та Айн ад-Діном, який правив у Малатьї.
1155 року сельджуцький султан Килич-Арслан II напав на Якуб-Арслана, який звернувся по допомогу до мосульських емірів, Зенгідів. Однак, 1174 року Килич-Арслан II напав на Сівас, убив там останнього Данішмендіда Зу-н-Нуна та захопив його володіння. За чотири роки Данішмендіди в Малатьї також зазнали поразки, а їхні землі були приєднані до Румського султанату.

## Правителі держави Данішмендідів
У Сівасі:
- Данішменд Газі (1071—1084)
- Газі Гюмюштекін (1084—1104)
- Емір Газі (1104-1134)
- Мухаммад Газі (1134—1142)
- Імад ад-Дін Зу-н-Нун (1142)
- Нізам ад-Дін Якуб-Арслан (1142—1164)
- Муджахід Джамал ад-Дін Газі (1164—1166)
- Шамс ад-Дін Ібрагім (1166—1168)
- Шамс ад-Дін Ісмаїл (1168—1172)
- Зу-н-Нун (повторно, з титулом Насір ад-Дін; 1172—1175)

У Малатьї:
- Айн ад-Дін (1105—1107)
- Зу-ль-Карнайн (1107—1122)
- Насир ад-Дін Мухаммад (1122—1152)
- Фахр ад-Дін Касім (у Мійафарікіні; 1122—1129)
- Афрідун (1176—1184)
- Насир ад-Дін Мухаммад (повторно; 1122—1152)